# Lilla Älgasjö
Lilla Älgasjö är en sjö i Högsby kommun i Småland och ingår i Emåns huvudavrinningsområde. Sjön är 2,5 meter djup, har en yta på 0,06 kvadratkilometer och är belägen 141 meter över havet.